# Рошиори (Браила)
Рошиори (рум. Roşiori) насеље је у Румунији у округу Браила у општини Рошиори. Oпштина се налази на надморској висини од 40 m.

## Становништво
Према подацима из 2002. године у насељу је живело 3119 становника, од којих су сви румунске националности.

### Хронологија
| Година       | 1992 | 1993 | 1994 | 1995 | 1996 | 1997 | 1998 | 1999 | 2000 | 2001 | 2002 | 2003 | 2004 | 2005 | 2006 | 2007 | 2008 | 2009 | 2010 | 2011 | 2012 | 2013 | 2014 | 2015 | 2016 | 2017 |
| ------------ | ---- | ---- | ---- | ---- | ---- | ---- | ---- | ---- | ---- | ---- | ---- | ---- | ---- | ---- | ---- | ---- | ---- | ---- | ---- | ---- | ---- | ---- | ---- | ---- | ---- | ---- |
| Становништво | 3168 | 3124 | 3065 | 3024 | 3065 | 3032 | 3070 | 3047 | 3061 | 3052 | 3043 | 3031 | 3003 | 2971 | 2944 | 2948 | 2915 | 2893 | 2895 | 2907 | 2898 | 2837 | 2814 | 2767 | 2724 | 2669 |